# Sébastien Denis
Sébastien Denis (né le 4 mai 1971 à Paris) est un athlète français, spécialiste du 110 mètres haies.

## Biographie
Il remporte trois titres de champion de France du 110 m haies, en 2000, 2002 et 2003, ainsi qu'un titre de champion de France en salle du 60 m haies en 2000. 

### Palmarès
- Championnats de France d'athlétisme :
  - vainqueur du 110 m haies en 2000, 2002 et 2003.
- Championnats de France d'athlétisme en salle :
  - vainqueur du 60 m haies en 2000.

### Records
| Épreuve     | Performance | Lieu     | Date            |
| ----------- | ----------- | -------- | --------------- |
| 110 m haies | 13 s 57     | Narbonne | 25 juillet 2003 |